# Línguas da União Europeia

As línguas da União Europeia são as faladas pela população dos Estados-Membros. Incluem não só as 24 línguas oficiais, mas também várias línguas regionais.
A política da UE é incentivar os seus cidadãos a serem multilingues, e em especial a serem fluentes em, pelo menos, duas línguas estrangeiras, não só para facilitar a comunicação, mas, principalmente, para desenvolver a tolerância e respeito para com a diversidade cultural. Há vários programas em andamento neste sentido. O conteúdo dos sistemas educativos, entretanto, permanece ao critério de cada estado. Podem obter-se mais informações em Política Linguística.
Decisões tomadas pelas instituições da UE são traduzidas em todas as línguas oficiais. Os cidadãos podem contacta-las e solicitar resposta em qualquer uma línguas.
Nas reuniões de cimeira, é facultada tradução conforme a necessidade. Para as sessões do Parlamento Europeu e do Conselho da União Europeia há interpretação.
As agências da União Europeia não estão abrangidas pelo regime linguístico das instituições da UE.

## Relação das línguas oficiais
- Alemão
- Búlgaro
- Castelhano
- Checo
- Croata
- Dinamarquês
- Eslovaco
- Esloveno
- Estónio
- Finlandês
- Francês
- Grego
- Húngaro
- Inglês
- Irlandês
- Italiano
- Letão
- Lituano
- Maltês
- Neerlandês
- Polaco
- Português
- Romeno
- Sueco

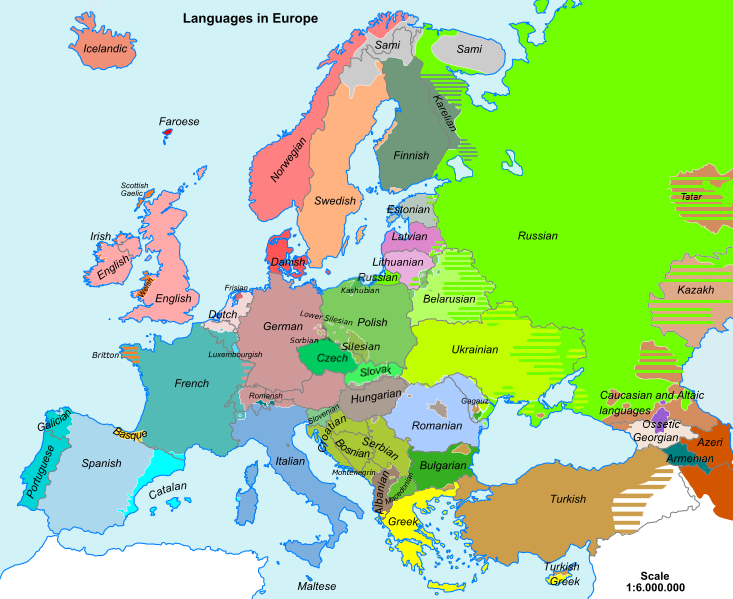
Mapa linguístico da Europa (simplificado).

| Língua      | Proporção da população da UE que fala a língua materna | Proporção da população da UE que fala outros idiomas | Proporção total que fala estas línguas |
| ----------- | ------------------------------------------------------ | ---------------------------------------------------- | -------------------------------------- |
| Alemão      | 24%                                                    | 12%                                                  | 36%                                    |
| Francês     | 16%                                                    | 11%                                                  | 27%                                    |
| Inglês      | 16%                                                    | 31%                                                  | 47%                                    |
| Italiano    | 16%                                                    | 2%                                                   | 18%                                    |
| Espanhol    | 11%                                                    | 6%                                                   | 17%                                    |
| Polaco      | 9%                                                     | 3%                                                   | 12%                                    |
| Neerlandês  | 6%                                                     | 1%                                                   | 7%                                     |
| Grego       | 3%                                                     | 0%                                                   | 3%                                     |
| Português   | 3%                                                     | 0%                                                   | 3%                                     |
| Sueco       | 2%                                                     | 1%                                                   | 3%                                     |
| Dinamarquês | 1%                                                     | 1%                                                   | 2%                                     |
| Croata      | 1%                                                     | 0%                                                   | 1%                                     |
| Finlandês   | 1%                                                     | 0%                                                   | 1%                                     |

## Línguas minoritárias
A situação das línguas minoritárias e regionais dos países-membros da UE tem sido palco de discussões e negociações cuidadosas, em virtude das delicadas políticas internas de alguns deles no que diz respeito às suas respetivas minorias étnicas.